# Јоанис Јоргидис
Јоанис Јоргидис (грч. Ιωάννης Γεωργιάδης; 29. март 1876 Триполи — 14. март 1960) је био грчки мачевалац, који је учествовао на првим Олимпијским играма 1896. у Атини, као и на прослави десетогодишњице Олимпијских игара на тзв. Олимпијским међуиграма 1906. опет у Атини.
Јоргидис се 1896. такмичио у дисциплини сабља. Учествовало је пет такмичара у финалној групи, победио је у сва четири меча и освојио прво место и златну медаљу.

## Резултати
| Меч | Такмичар              | Резултат | Такмичар                  |
| --- | --------------------- | -------- | ------------------------- |
| 2   | Јоанис Јоргидис Грчка | 3-0      | Јоргос Јатридис Грчка     |
| 4   | Јоанис Јоргидис Грчка | 3-2      | Адолф Шмал Аустрија       |
| 6   | Јоанис Јоргидис Грчка | 3-1      | Телемахос Каракалос Грчка |
| 8   | Јоанис Јоргидис Грчка | 3-2      | Холгер Нилсен Данска      |

Јоргидис је касније постао професор судске медицине и токсикологије на Медицинском факултету у Атини.